# Леменнисье, Бертран
Бертран Клод Леменнисье (фр. Bertrand Claude Lemennicier-Bucquet; 15 октября 1943 года, Париж, Франция — 15 декабря 2019 года, ) — французский экономист, эмерит-профессор факультета права и экономических наук университета Пантеон-Ассас, директор Научно-исследовательского института управления и институциональной экономики при университете Пантеон-Ассас в 2006—2012 годах.

## Биография
Бертран Леменнисье-Букке родился 15 октября 1943 года в Париже.
Получил магистерскую степень по эконометрике в Нантском университете в 1969 году. Был удостоен докторской степени 3 цикла по прикладной экономике в университете Париж-Дофин в 1971 году, успешно защитив диссертацию на тему «Бюджетное ограничение государства и оптимальное сочетание политики в фиксированном и гибком валютном режиме» под научным руководством Паскаля Салина. Затем получил государственную докторскую степень в области экономики в университете Париж 1 Пантеон-Сорбонна в 1975 году, успешно защитив докторскую диссертацию на тему «Дилемма между эффективностью и социальной справедливостью: применение к демократизации высшего образования» под научным руководством Т. Бенарда. Позже также успешно сдал государственный экзамен, получив агреже — разрешение на проведение исследований в области экономики в университете Париж-Дофин в 1987 году под научным руководством A.Бабо.
Свою преподавательскую деятельность начал в должности ассистента в 1969—1975 годах, доцента в 1975—1988 годах в университете Париж-Дофин. Получил должность профессора Университета Лилля в 1988—1993 годах. В 1993—2012 годах занимал должность профессора в университете Пантеон-Ассас. В 2012 году вышел в отставку, став эмерит-профессором.
По совместительству был научным сотрудником в CREDOC в 1972—1985 годах, директором по научным вопросам в европейском отделении Института гуманитарных исследований в 1989—1996 годах, директором Лаборатории государственной экономики университета Пантеон-Ассас в 1996—2006 годах, содиректором Научно-исследовательского института управления и институциональной экономики (IRGEI) при университете Пантеон-Ассас в 2006—2012 годах.
Являлся членом Американской экономической ассоциации, членом общества «Мон Пелерин», членом Международного общества индивидуальной свободы (ISIL), членом Ассоциации за экономическую свободу и социальный прогресс (ALEPS), членом Парижской комиссии специалистов II в университете Парижа, членом научного совета университета Парижа, членом жюри конкурса преподавателей университета 2003—2004 годов.
Бертран Леменнисье скончался 15 декабря 2019 года.